# Dorival Júnior
Dorival Silvestre Júnior (Araraquara, São Paulo, 25 de abril de 1962), conocido como Dorival Júnior, es un exfutbolista y entrenador brasileño. Se desempeñaba como volante y se retiró en 1996. Actualmente dirige al Corinthians del Campeonato Brasileño de Serie A.

## Trayectoria

### Como futbolista
Conocido solo como Júnior durante sus días de jugador nació en Araraquara (São Paulo) y debutó como sénior con Ferroviária de su ciudad natal en 1982. Dos años después de una breve estadía en Marília, se mudó a Guarani.
En 1985 comenzó a jugar en el estado de Santa Catarina, primero para Avaí y luego para Joinville. En 1988 volvió a su estado natal representando a São José, pero ese mismo año se trasladó a Coritiba.
En 1989 se unió a Palmeiras, permaneciendo en el club hasta 1992. Al año siguiente fue vendido a Grêmio, y posteriormente se unió a Juventude en 1994.
Júnior tuvo etapas posteriores en Araçatuba, Matonense y Botafogo-SP, retirándose con este último en 1999 a los 37 años.

### Como entrenador
Júnior comenzó su carrera directiva en 2002 con su primer club Ferroviária, después de ser entrenador asistente en Figueirense. Dejó el club en mayo de ese año para volver al Figueirense como director de fútbol, pero fue nombrado entrenador del Figueira en septiembre de 2003 y ganó el Campeonato Catarinense al año siguiente. En 2005 fue nombrado al frente del Fortaleza, pero fue despedido el 30 de marzo.
En el mismo año dirigió Criciúma y Juventude. En 2006 ganó el Campeonato Pernambucano con Sport Recife y también dirigió Avaí en el mismo año antes de dejar el club en octubre para hacerse cargo de São Caetano.
El 8 de mayo de 2007 después de impresionar con el Azulão durante el Campeonato Paulista de ese año fue nombrado técnico del Cruzeiro. El 3 de diciembre a pesar de terminar quinto fue despedido y posteriormente se incorporó a Coritiba. Tras no renovar contrato con este último, fue designado al frente del Vasco da Gama y ascendió a partir de 2009 a la Série B.
El 5 de diciembre de 2009 fue nombrado entrenador del Santos, tras ganar notablemente el Campeonato Paulista de 2010 con un fútbol extremadamente ofensivo, con Neymar, Paulo Henrique Ganso y Robinho como sus piezas clave, fue despedido el 21 de septiembre, tras un altercado con Neymar.
Posteriormente dirigió al Atlético Mineiro,  Internacional, Flamengo, Vasco da Gama,  Fluminense y Palmeiras, sin el mismo éxito. El 9 de julio de 2015 regresó al Santos en sustitución de Marcelo Fernandes. 
Júnior terminó segundo en la Copa de Brasil 2015 y el Campeonato Brasileiro Série A 2016, además de ganar el Campeonato Paulista 2016. El 4 de junio de 2017 después de una derrota a domicilio por 1-0 ante el Corinthians y con el club en mala forma en general (solo tres puntos de doce), fue despedido.
El 5 de julio de 2017 se hizo cargo de São Paulo firmando un contrato hasta finales de 2018, pero fue despedido el 9 de marzo siguiente.
Júnior regresó a Flamengo el 28 de septiembre de 2018, estando al mando hasta final de temporada. El 27 de diciembre del año siguiente, fue nombrado entrenador del Athletico Paranaense de primer nivel. 
El 28 de agosto de 2020 fue despedido por el Athletico después de que el club sufriera cuatro derrotas consecutivas, a pesar de que estuvo fuera de juego en tres de esas derrotas tras dar positivo por COVID-19. El 28 de marzo de 2022, tras más de un año sin entrenar, se hizo cargo de Ceará también en la máxima categoría.
El 10 de junio de 2022, Júnior dejó Ceará para regresar a Flamengo, en sustitución del despedido Paulo Sousa. Llevó al equipo a los títulos de la Copa de Brasil 2022 y la Copa Libertadores 2022, pero se marchó el 25 de noviembre, luego de no renovar su contrato.
En abril de 2023, fue oficializado como entrenador de São Paulo en sustitución de Rogério Ceni. Luego de obtener la Copa de Brasil 2023, dejó su cargo en enero de 2024 para asumir al frente de la selección de Brasil.
El 28 de abril de 2025, asumió al frente del Corinthians.

#### Selección de Brasil
El 10 de enero de 2024, fue confirmado como entrenador de la selección brasileña. En la Copa América 2024, el seleccionado suramericano quedó eliminado en los cuartos de final luego de caer en la tanda de penaltis ante Uruguay. El 28 de marzo de 2025, fue relevado de sus funciones después de perder ante Argentina por 4-1 en la eliminatorias para la Copa Mundial de la FIFA 2026.

## Vida personal
Júnior es sobrino del exjugador brasileño Dudu. Su hijo, Lucas Silvestre, también es su asistente desde 2010.
En septiembre de 2019 a Júnior le diagnosticaron cáncer de próstata, el cual fue extirpado al mes siguiente.

## Clubes

### Futbolista
| Club        | País   | Año       |
| ----------- | ------ | --------- |
| Ferroviária | Brasil | 1982-1983 |
| Marília     | Brasil | 1983-1984 |
| Guarani     | Brasil | 1984-1985 |
| Avaí        | Brasil | 1985-1986 |
| Joinville   | Brasil | 1986-1987 |
| São José    | Brasil | 1988      |
| Coritiba    | Brasil | 1988      |
| Palmeiras   | Brasil | 1989-1992 |
| Grêmio      | Brasil | 1993      |
| Juventude   | Brasil | 1994-1995 |
| Araçatuba   | Brasil | 1996-1997 |
| Matonense   | Brasil | 1997-1998 |
| Botafogo-SP | Brasil | 1998-1999 |

### Entrenador
| Club                | País   | Año           |
| ------------------- | ------ | ------------- |
| Ferroviária         | Brasil | 2002          |
| Figueirense         | Brasil | 2003-2004     |
| Fortaleza           | Brasil | 2004-2005     |
| Criciúma            | Brasil | 2005          |
| Juventude           | Brasil | 2005          |
| Sport Recife        | Brasil | 2005-2006     |
| Avaí                | Brasil | 2006          |
| São Caetano         | Brasil | 2006-2007     |
| Cruzeiro            | Brasil | 2007          |
| Coritiba            | Brasil | 2008          |
| Vasco da Gama       | Brasil | 2008-2009     |
| Santos              | Brasil | 2010          |
| Atlético Mineiro    | Brasil | 2010-2011     |
| Internacional       | Brasil | 2011-2012     |
| Flamengo            | Brasil | 2012-2013     |
| Vasco da Gama       | Brasil | 2013          |
| Fluminense          | Brasil | 2013          |
| Palmeiras           | Brasil | 2014          |
| Santos              | Brasil | 2015-2017     |
| São Paulo           | Brasil | 2017-2018     |
| Flamengo            | Brasil | 2018          |
| Atlético Paranaense | Brasil | 2020          |
| Ceará               | Brasil | 2022          |
| Flamengo            | Brasil | 2022          |
| São Paulo           | Brasil | 2023          |
| Selección de Brasil | Brasil | 2024-2025     |
| Corinthians         | Brasil | 2025-presente |

## Estadísticas como entrenador

#### Clubes
| Equipo                       | Div.         | Temporada    | Liga  | Liga | Liga | Liga | Liga |       | Copa | Copa | Copa | Copa  |    | Internacional | Internacional | Internacional | Internacional | Internacional |   | Otros | Otros | Otros | Otros |     | Totales     | Totales | Totales | Totales | Totales | Totales | Totales | Totales |
| Equipo                       | Div.         | Temporada    | Part. | G    | E    | P    | Pos. | Part. | G    | E    | P    | Part. | G  | E             | P             | Pos.          | Part.         | G             | E | P     | Part. | G     | E     | P   | Rendimiento | GF      | GC      | Dif.    |         |         |         |         |
| ---------------------------- | ------------ | ------------ | ----- | ---- | ---- | ---- | ---- | ----- | ---- | ---- | ---- | ----- | -- | ------------- | ------------- | ------------- | ------------- | ------------- | - | ----- | ----- | ----- | ----- | --- | ----------- | ------- | ------- | ------- | ------- | ------- | ------- | ------- |
| Ferroviária · Brasil         | 3.ª          | 2002         | -     | -    | -    | -    | -    | 8     | 2    | 2    | 4    | -     | -  | -             | -             | -             | -             | -             | - | -     | 8     | 2     | 2     | 4   | 33.33%      | 13      | 16      | -3      |         |         |         |         |
| Ferroviária · Brasil         | Total        | Total        | -     | -    | -    | -    | -    | 8     | 2    | 2    | 4    | -     | -  | -             | -             | -             | -             | -             | - | -     | 8     | 2     | 2     | 4   | 33.33%      | 13      | 16      | -3      |         |         |         |         |
| Figueirense · Brasil         | 1.ª          | 2003         | 14    | 6    | 4    | 4    | 11.º | -     | -    | -    | -    | -     | -  | -             | -             | -             | -             | -             | - | -     | 14    | 6     | 4     | 4   | 52.38%      | 24      | 14      | +10     |         |         |         |         |
| Figueirense · Brasil         | 1.ª          | 2004         | 46    | 17   | 12   | 17   | 11.º | 19    | 8    | 5    | 6    | 2     | 0  | 2             | 0             | 1.ªF          | -             | -             | - | -     | 67    | 25    | 19    | 23  | 46.76%      | 92      | 84      | +8      |         |         |         |         |
| Figueirense · Brasil         | Total        | Total        | 60    | 23   | 16   | 21   | -    | 19    | 8    | 5    | 6    | 2     | 0  | 2             | 0             | -             | -             | -             | - | -     | 81    | 31    | 23    | 27  | 47.74%      | 116     | 98      | +18     |         |         |         |         |
| Fortaleza · Brasil           | 1.ª          | 2005         | -     | -    | -    | -    | -    | 25    | 13   | 8    | 4    | -     | -  | -             | -             | -             | -             | -             | - | -     | 25    | 13    | 8     | 4   | 62.67%      | 45      | 28      | +17     |         |         |         |         |
| Fortaleza · Brasil           | Total        | Total        | -     | -    | -    | -    | -    | 25    | 13   | 8    | 4    | -     | -  | -             | -             | -             | -             | -             | - | -     | 25    | 13    | 8     | 4   | 62.67%      | 45      | 28      | +17     |         |         |         |         |
| Criciúma · Brasil            | 2.ª          | 2005         | 7     | 3    | 1    | 3    | Inc. | -     | -    | -    | -    | -     | -  | -             | -             | -             | -             | -             | - | -     | 7     | 3     | 1     | 3   | 47.62%      | 11      | 13      | -2      |         |         |         |         |
| Criciúma · Brasil            | Total        | Total        | 7     | 3    | 1    | 3    | -    | -     | -    | -    | -    | -     | -  | -             | -             | -             | -             | -             | - | -     | 7     | 3     | 1     | 3   | 47.62%      | 11      | 13      | -2      |         |         |         |         |
| Juventude · Brasil           | 1.ª          | 2005         | 4     | 1    | 0    | 3    | Inc. | -     | -    | -    | -    | -     | -  | -             | -             | -             | -             | -             | - | -     | 4     | 1     | 0     | 3   | 25%         | 7       | 14      | -7      |         |         |         |         |
| Juventude · Brasil           | Total        | Total        | 4     | 1    | 0    | 3    | -    | -     | -    | -    | -    | -     | -  | -             | -             | -             | -             | -             | - | -     | 4     | 1     | 0     | 3   | 25%         | 7       | 14      | -7      |         |         |         |         |
| Sport Recife · Brasil        | 2.ª          | 2005         | 16    | 6    | 5    | 5    | Inc. | 20    | 12   | 5    | 3    | -     | -  | -             | -             | -             | -             | -             | - | -     | 36    | 18    | 10    | 8   | 59.26%      | 59      | 35      | +24     |         |         |         |         |
| Sport Recife · Brasil        | Total        | Total        | 16    | 6    | 5    | 5    | -    | 20    | 12   | 5    | 3    | -     | -  | -             | -             | -             | -             | -             | - | -     | 36    | 18    | 10    | 8   | 59.26%      | 59      | 35      | +24     |         |         |         |         |
| Avaí · Brasil                | 2.ª          | 2006         | 9     | 3    | 1    | 5    | Inc. | -     | -    | -    | -    | -     | -  | -             | -             | -             | -             | -             | - | -     | 9     | 3     | 1     | 5   | 37.03%      | 12      | 15      | -3      |         |         |         |         |
| Avaí · Brasil                | Total        | Total        | 9     | 3    | 1    | 5    | -    | -     | -    | -    | -    | -     | -  | -             | -             | -             | -             | -             | - | -     | 9     | 3     | 1     | 5   | 37.03%      | 12      | 15      | -3      |         |         |         |         |
| São Caetano · Brasil         | 1.ª          | 2006         | 9     | 3    | 1    | 5    | 19.º | -     | -    | -    | -    | -     | -  | -             | -             | -             | -             | -             | - | -     | 9     | 3     | 1     | 5   | 37.03%      | 11      | 13      | -2      |         |         |         |         |
| São Caetano · Brasil         | 2.ª          | 2007         | -     | -    | -    | -    | -    | 23    | 13   | 4    | 6    | -     | -  | -             | -             | -             | -             | -             | - | -     | 23    | 13    | 4     | 6   | 62.32%      | 39      | 26      | +13     |         |         |         |         |
| São Caetano · Brasil         | Total        | Total        | 9     | 3    | 1    | 5    | -    | 23    | 13   | 4    | 6    | -     | -  | -             | -             | -             | -             | -             | - | -     | 32    | 16    | 5     | 11  | 55.21%      | 50      | 39      | +11     |         |         |         |         |
| Cruzeiro · Brasil            | 1.ª          | 2007         | 38    | 18   | 6    | 14   | 5.º  | -     | -    | -    | -    | 2     | 1  | 0             | 1             | 1.ªF          | -             | -             | - | -     | 40    | 19    | 6     | 15  | 52.5%       | 74      | 60      | +14     |         |         |         |         |
| Cruzeiro · Brasil            | Total        | Total        | 38    | 18   | 6    | 14   | -    | -     | -    | -    | -    | 2     | 1  | 0             | 1             | -             | -             | -             | - | -     | 40    | 19    | 6     | 15  | 52.5%       | 74      | 60      | +14     |         |         |         |         |
| Coritiba · Brasil            | 1.ª          | 2008         | 38    | 14   | 11   | 13   | 9.º  | 29    | 18   | 4    | 7    | -     | -  | -             | -             | -             | -             | -             | - | -     | 67    | 32    | 15    | 20  | 55.22%      | 104     | 65      | +39     |         |         |         |         |
| Coritiba · Brasil            | Total        | Total        | 38    | 14   | 11   | 13   | -    | 29    | 18   | 4    | 7    | -     | -  | -             | -             | -             | -             | -             | - | -     | 67    | 32    | 15    | 20  | 55.22%      | 104     | 65      | +39     |         |         |         |         |
| Vasco da Gama · Brasil       | 2.ª          | 2009         | 38    | 22   | 10   | 6    | 1.º  | 24    | 16   | 6    | 2    | -     | -  | -             | -             | -             | -             | -             | - | -     | 62    | 38    | 16    | 8   | 69.89%      | 111     | 47      | +64     |         |         |         |         |
| Santos · Brasil              | 1.ª          | 2010         | 22    | 11   | 4    | 7    | Inc. | 34    | 25   | 3    | 6    | 2     | 1  | 0             | 1             | 2.ªF          | -             | -             | - | -     | 58    | 37    | 7     | 14  | 67.81%      | 148     | 75      | +43     |         |         |         |         |
| Atlético Mineiro · Brasil    | 1.ª          | 2010         | 13    | 7    | 3    | 3    | 13.º | -     | -    | -    | -    | 4     | 1  | 1             | 2             | 1/4           | -             | -             | - | -     | 17    | 8     | 4     | 5   | 54.9%       | 26      | 22      | +4      |         |         |         |         |
| Atlético Mineiro · Brasil    | 1.ª          | 2011         | 15    | 4    | 3    | 8    | Inc. | 19    | 13   | 3    | 3    | -     | -  | -             | -             | -             | -             | -             | - | -     | 34    | 17    | 6     | 11  | 55.88%      | 71      | 52      | +19     |         |         |         |         |
| Atlético Mineiro · Brasil    | Total        | Total        | 28    | 11   | 6    | 11   | -    | 19    | 13   | 3    | 3    | 4     | 1  | 1             | 2             | -             | -             | -             | - | -     | 51    | 25    | 10    | 16  | 55.56%      | 97      | 74      | +23     |         |         |         |         |
| Internacional · Brasil       | 1.ª          | 2011         | 23    | 10   | 8    | 5    | 5.º  | -     | -    | -    | -    | -     | -  | -             | -             | -             | 2             | 1             | 0 | 1     | 25    | 11    | 8     | 6   | 54.67%      | 38      | 27      | +11     |         |         |         |         |
| Internacional · Brasil       | 1.ª          | 2012         | 10    | 4    | 4    | 2    | Inc. | 18    | 14   | 2    | 2    | 10    | 3  | 4             | 3             | 1/8           | -             | -             | - | -     | 38    | 21    | 10    | 7   | 64.03%      | 69      | 32      | +37     |         |         |         |         |
| Internacional · Brasil       | Total        | Total        | 33    | 14   | 12   | 7    | -    | 18    | 14   | 2    | 2    | 10    | 3  | 4             | 3             | -             | 2             | 1             | 0 | 1     | 63    | 32    | 18    | 13  | 60.31%      | 107     | 59      | +48     |         |         |         |         |
| Flamengo · Brasil            | 1.ª          | 2012         | 27    | 8    | 11   | 8    | 11.º | -     | -    | -    | -    | -     | -  | -             | -             | -             | -             | -             | - | -     | 27    | 8     | 11    | 8   | 43.21%      | 24      | 29      | -5      |         |         |         |         |
| Flamengo · Brasil            | 1.ª          | 2013         | -     | -    | -    | -    | -    | 10    | 7    | 1    | 2    | -     | -  | -             | -             | -             | -             | -             | - | -     | 10    | 7     | 1     | 2   | 73.33%      | 18      | 8       | +10     |         |         |         |         |
| Vasco da Gama · Brasil       | 1.ª          | 2013         | 25    | 6    | 8    | 11   | Inc. | 4     | 3    | 0    | 1    | -     | -  | -             | -             | -             | -             | -             | - | -     | 29    | 9     | 8     | 12  | 40.23%      | 43      | 45      | -2      |         |         |         |         |
| Vasco da Gama · Brasil       | Total        | Total        | 63    | 28   | 18   | 17   | -    | 28    | 19   | 6    | 3    | -     | -  | -             | -             | -             | -             | -             | - | -     | 91    | 47    | 24    | 20  | 60.44%      | 154     | 92      | +62     |         |         |         |         |
| Fluminense · Brasil          | 1.ª          | 2013         | 5     | 3    | 1    | 1    | 15.º | -     | -    | -    | -    | -     | -  | -             | -             | -             | -             | -             | - | -     | 5     | 3     | 1     | 1   | 66.67%      | 8       | 5       | +3      |         |         |         |         |
| Fluminense · Brasil          | Total        | Total        | 5     | 3    | 1    | 1    | -    | -     | -    | -    | -    | -     | -  | -             | -             | -             | -             | -             | - | -     | 5     | 3     | 1     | 1   | 66.67%      | 8       | 5       | +3      |         |         |         |         |
| Palmeiras · Brasil           | 1.ª          | 2014         | 20    | 6    | 5    | 9    | 16.º | -     | -    | -    | -    | -     | -  | -             | -             | -             | -             | -             | - | -     | 20    | 6     | 5     | 9   | 38.33%      | 20      | 35      | -15     |         |         |         |         |
| Palmeiras · Brasil           | Total        | Total        | 20    | 6    | 5    | 9    | -    | -     | -    | -    | -    | -     | -  | -             | -             | -             | -             | -             | - | -     | 20    | 6     | 5     | 9   | 38.33%      | 20      | 35      | -15     |         |         |         |         |
| Santos · Brasil              | 1.ª          | 2015         | 26    | 14   | 6    | 6    | 7.º  | 9     | 8    | 0    | 1    | -     | -  | -             | -             | -             | -             | -             | - | -     | 35    | 22    | 6     | 7   | 68.57%      | 64      | 28      | +36     |         |         |         |         |
| Santos · Brasil              | 1.ª          | 2016         | 38    | 22   | 5    | 11   | 2.º  | 28    | 16   | 10   | 2    | -     | -  | -             | -             | -             | -             | -             | - | -     | 66    | 38    | 15    | 13  | 65.16%      | 110     | 59      | +51     |         |         |         |         |
| Santos · Brasil              | 1.ª          | 2017         | 4     | 1    | 0    | 3    | Inc. | 16    | 10   | 1    | 5    | 6     | 3  | 3             | 0             | Inc.          | -             | -             | - | -     | 26    | 14    | 4     | 8   | 58.98%      | 43      | 25      | +18     |         |         |         |         |
| Santos · Brasil              | Total        | Total        | 90    | 48   | 15   | 27   | -    | 87    | 59   | 14   | 14   | 8     | 4  | 3             | 1             | -             | -             | -             | - | -     | 185   | 111   | 32    | 42  | 65.77%      | 365     | 187     | +178    |         |         |         |         |
| São Paulo · Brasil           | 1.ª          | 2017         | 26    | 10   | 9    | 7    | 13.º | -     | -    | -    | -    | -     | -  | -             | -             | -             | -             | -             | - | -     | 26    | 10    | 9     | 7   | 50%         | 36      | 35      | +1      |         |         |         |         |
| São Paulo · Brasil           | 1.ª          | 2018         | -     | -    | -    | -    | -    | 14    | 7    | 2    | 5    | -     | -  | -             | -             | -             | -             | -             | - | -     | 14    | 7     | 2     | 5   | 54.76%      | 14      | 10      | +4      |         |         |         |         |
| Flamengo · Brasil            | 1.ª          | 2018         | 12    | 7    | 3    | 2    | 2.º  | -     | -    | -    | -    | -     | -  | -             | -             | -             | -             | -             | - | -     | 12    | 7     | 3     | 2   | 66.66%      | 21      | 7       | +14     |         |         |         |         |
| Atlético Paranaense · Brasil | 1.ª          | 2020         | 4     | 2    | 0    | 2    | Inc. | 11    | 6    | 3    | 2    | 2     | 1  | 0             | 1             | Inc.          | 1             | 0             | 0 | 1     | 18    | 9     | 3     | 6   | 55.56%      | 27      | 16      | +11     |         |         |         |         |
| Atlético Paranaense · Brasil | Total        | Total        | 4     | 2    | 0    | 2    | -    | 11    | 6    | 3    | 2    | 2     | 1  | 0             | 1             | -             | 1             | 0             | 0 | 1     | 18    | 9     | 3     | 6   | 55.56%      | 27      | 16      | +11     |         |         |         |         |
| Ceará · Brasil               | 1.ª          | 2022         | 10    | 3    | 4    | 3    | Inc. | 2     | 2    | 0    | 0    | 6     | 6  | 0             | 0             | Inc.          | -             | -             | - | -     | 18    | 11    | 4     | 3   | 68.52%      | 33      | 13      | +20     |         |         |         |         |
| Ceará · Brasil               | Total        | Total        | 10    | 3    | 4    | 3    | -    | 2     | 2    | 0    | 0    | 6     | 6  | 0             | 0             | -             | -             | -             | - | -     | 18    | 11    | 4     | 3   | 68.52%      | 33      | 13      | +20     |         |         |         |         |
| Flamengo · Brasil            | 1.ª          | 2022         | 28    | 15   | 5    | 8    | 5.º  | 8     | 4    | 3    | 1    | 7     | 7  | 0             | 0             | 1.º           | -             | -             | - | -     | 43    | 26    | 8     | 9   | 66.67%      | 77      | 35      | +42     |         |         |         |         |
| Flamengo · Brasil            | Total        | Total        | 67    | 30   | 19   | 18   | -    | 18    | 11   | 4    | 3    | 7     | 7  | 0             | 0             | -             | -             | -             | - | -     | 92    | 48    | 23    | 21  | 60.5%       | 140     | 79      | +61     |         |         |         |         |
| São Paulo · Brasil           | 1.ª          | 2023         | 37    | 14   | 11   | 12   | 11.º | 9     | 6    | 1    | 2    | 8     | 5  | 1             | 2             | 1/4           | -             | -             | - | -     | 54    | 25    | 13    | 16  | 54.32%      | 64      | 46      | +18     |         |         |         |         |
| São Paulo · Brasil           | Total        | Total        | 63    | 24   | 20   | 19   | -    | 23    | 13   | 3    | 7    | 8     | 5  | 1             | 2             | -             | -             | -             | - | -     | 94    | 42    | 24    | 28  | 53.19%      | 114     | 91      | +23     |         |         |         |         |
| Corinthians · Brasil         | 1.ª          | 2025         | 14    | 3    | 6    | 5    | -    | 4     | 4    | 0    | 0    | 3     | 1  | 1             | 1             | FG            | -             | -             | - | -     | 21    | 8     | 7     | 6   | 49.21%      | 20      | 17      | +3      |         |         |         |         |
| Corinthians · Brasil         | Total        | Total        | 14    | 3    | 6    | 5    | -    | 4     | 4    | 0    | 0    | 3     | 1  | 1             | 1             | -             | -             | -             | - | -     | 21    | 8     | 7     | 6   | 49.21%      | 20      | 17      | +3      |         |         |         |         |
| Total clubes                 | Total clubes | Total clubes | 578   | 243  | 147  | 188  | -    | 334   | 207  | 63   | 64   | 52    | 29 | 12            | 11            | -             | 3             | 1             | 0 | 2     | 967   | 480   | 222   | 265 | 57.29%      | 1576    | 1051    | +525    |         |         |         |         |
| 1. 2. 3.                     |              |              |       |      |      |      |      |       |      |      |      |       |    |               |               |               |               |               |   |       |       |       |       |     |             |         |         |         |         |         |         |         |

#### Selección
| Brasil              | 2024                | 4   | 1   | 3   | 0   | 1/4 | 6   | 3   | 2  | 1  | -  | -  | -  | -  | - | 4 | 2 | 2 | 0 | 14  | 6   | 7   | 1   | 59.53% | 22   | 12   | +10  |
| Brasil              | 2025                | -   | -   | -   | -   | -   | 2   | 1   | 0  | 1  | -  | -  | -  | -  | - | - | - | - | - | 2   | 1   | 0   | 1   | 50%    | 3    | 5    | -2   |
| Brasil              | Total               | 4   | 1   | 3   | 0   | -   | 8   | 4   | 2  | 2  | -  | -  | -  | -  | - | 4 | 2 | 2 | 0 | 16  | 7   | 7   | 2   | 58.33% | 25   | 17   | +8   |
| Total en su carrera | Total en su carrera | 582 | 244 | 150 | 188 | -   | 342 | 211 | 65 | 66 | 52 | 29 | 12 | 11 | - | 7 | 3 | 2 | 2 | 983 | 487 | 229 | 267 | 57.31% | 1601 | 1068 | +533 |

### Resumen por competencias
| Torneo                  | PD  | G   | E   | P   | GF   | GC   | Dif. | Rendimiento | Mejor resultado  |
| ----------------------- | --- | --- | --- | --- | ---- | ---- | ---- | ----------- | ---------------- |
| Serie B                 | 70  | 34  | 17  | 19  | 101  | 72   | +29  | 56.67%      | Campeón          |
| Brasileirão             | 508 | 209 | 130 | 169 | 719  | 617  | +102 | 49.67%      | Subcampeón       |
| Copa de Brasil          | 82  | 52  | 16  | 14  | 169  | 67   | +102 | 69.91%      | Campeón          |
| Paulistão               | 98  | 56  | 19  | 23  | 191  | 114  | +77  | 63.6%       | Subcampeón       |
| Campeonato Pernambucano | 20  | 12  | 5   | 3   | 39   | 20   | +19  | 68.33%      | Campeón          |
| Campeonato Catarinense  | 17  | 8   | 4   | 5   | 32   | 21   | +11  | 54.9%       | Campeón          |
| Campeonato Cearense     | 22  | 12  | 7   | 3   | 41   | 24   | +17  | 65.16%      | Campeón          |
| Campeonato Paranaense   | 36  | 23  | 5   | 8   | 65   | 25   | +40  | 68.52%      | Campeón          |
| Campeonato Mineiro      | 15  | 11  | 2   | 2   | 39   | 20   | +19  | 77.77%      | Subcampeón       |
| Campeonato Gaúcho       | 18  | 14  | 2   | 2   | 42   | 12   | +30  | 81.48%      | Campeón          |
| Campeonato Carioca      | 26  | 19  | 3   | 4   | 53   | 21   | +32  | 76.93%      | Semifinales      |
| Supercopa de Brasil     | 1   | 0   | 0   | 1   | 0    | 3    | -3   | 0%          | Subcampeón       |
| Copa Libertadores       | 25  | 14  | 7   | 4   | 44   | 17   | +27  | 65.33%      | Campeón          |
| Copa Sudamericana       | 27  | 15  | 5   | 7   | 39   | 16   | +23  | 61.73%      | Cuartos de final |
| Recopa Sudamericana     | 2   | 1   | 0   | 1   | 4    | 3    | +1   | 50%         | Campeón          |
| Copa América            | 4   | 1   | 3   | 0   | 5    | 2    | +3   | 50%         | Cuartos de final |
| Clasificatorias Mundial | 8   | 4   | 2   | 2   | 12   | 9    | +3   | 58.33%      | 4.º lugar        |
| Amistosos               | 4   | 2   | 2   | 0   | 8    | 6    | +2   | 66.67%      | +2 PG            |
| TOTAL                   | 983 | 487 | 229 | 267 | 1601 | 1068 | +533 | 57.31%      | 9 Títulos        |

## Palmarés

### Como futbolista

#### Campeonatos regionales
| Título                 | Club      | Estado             | Año  |
| ---------------------- | --------- | ------------------ | ---- |
| Campeonato Catarinense | Joinville | Santa Catarina     | 1987 |
| Campeonato Gaúcho      | Grêmio    | Río Grande del Sur | 1993 |

#### Campeonatos nacionales
| Título  | Club      | País   | Año  |
| ------- | --------- | ------ | ---- |
| Serie B | Juventude | Brasil | 1994 |

### Como entrenador

#### Campeonatos regionales
| Título                  | Club                 | Estado             | Año  |
| ----------------------- | -------------------- | ------------------ | ---- |
| Campeonato Catarinense  | Figueirense          | Santa Catarina     | 2004 |
| Campeonato Cearense     | Fortaleza            | Ceará              | 2005 |
| Campeonato Pernambucano | Sport                | Pernambuco         | 2006 |
| Campeonato Paranaense   | Coritiba             | Paraná             | 2008 |
| Campeonato Paulista     | Santos               | San Pablo          | 2010 |
| Campeonato Gaúcho       | Internacional        | Río Grande del Sur | 2012 |
| Campeonato Paulista     | Santos               | San Pablo          | 2016 |
| Campeonato Paranaense   | Athletico Paranaense | Paraná             | 2020 |

#### Campeonatos nacionales
| Título         | Club          | País   | Año  |
| -------------- | ------------- | ------ | ---- |
| Serie B        | Vasco da Gama | Brasil | 2009 |
| Copa de Brasil | Santos        | Brasil | 2010 |
| Copa de Brasil | Flamengo      | Brasil | 2022 |
| Copa de Brasil | São Paulo     | Brasil | 2023 |

#### Campeonatos internacionales
| Título              | Club          | Sede         | Año  |
| ------------------- | ------------- | ------------ | ---- |
| Recopa Sudamericana | Internacional | Porto Alegre | 2011 |
| Copa Libertadores   | Flamengo      | Guayaquil    | 2022 |